# Pastor Dave
Pastor Dave is een personage van de Amerikaanse televisieserie That '70s Show van Fox Networks, gespeeld door Kevin McDonald. Hij is pastoor in Point Place.

## Verschijning
Dave is de pastoor van de lokale kerk. Hij is altijd vrolijk en denkt dat hij met z'n tijd mee moet gaan, hij vindt zichzelf hip en cool. Hij praat veel met Eric en zijn vrienden, wat ze niet echt leuk vinden. Ze zijn het dan ook meestal met hem eens, in de hoop dat hij dan weg gaat. Erics moeder, Kitty, is goed bevriend met Dave. Red is soms ook een vriend van hem, zoals in een aflevering dat Dave ontslag neemt bij de kerk om met Red naar een footballwedstrijd te gaan.